# Quézac, Cantal

Quézac este o comună în departamentul Cantal, Franța. În 1 ianuarie 2022 avea o populație de 347 de locuitori.